# مهران مصباحی
مهران مصباحی نظریه‌پرداز کنترل و مهندس هوافضای ایرانی آمریکایی است. او استاد هوافضا و استاد وابسته ریاضیات در دانشگاه واشینگتن در سیتل است.
او پی‌اچ‌دی خود را در ژوین ۱۹۹۶ از دانشگاه کالیفرنیای جنوبی دریافت کرد. او سه سال در آزمایشگاه پیش‌رانش جت در مؤسسه فناوری کالیفرنیا کار کرد. از ۲۰۰۰ تا ۲۰۰۲ استادیار مهندسی هوافضا در دانشگاه مینه‌سوتا بود.